# Michael Szczekalla
Michael Szczekalla (* 1961 in Delmenhorst) ist ein deutscher Anglist, Pädagoge und Schulleiter. Er habilitierte sich 2003 an der Universität Greifswald mit einer Arbeit über die dialogische Religionskritik und die philosophische Geschichtsschreibung David Humes. Seit 2010 hat er dort eine außerplanmäßige Professur inne. Zu seinen Arbeitsschwerpunkten zählt neben der englischen Literatur, Historiographie und Philosophie des 17. und 18. Jahrhunderts vor allem die Zeit Shakespeares. In seinen ideengeschichtlich ausgerichteten Arbeiten geht es um die Anschlussfähigkeit von Renaissance-Skeptizismus (Shakespeare) und Aufklärungsphilosophie (insbesondere Hume und die schottische Aufklärung) an moderne Fragestellungen.
Von 2012 bis 2016 war Szczekalla Leiter des Abendgymnasiums Aachen. Seit 2016 ist er Leiter des Emil-Fischer-Gymnasiums Euskirchen.

## Veröffentlichungen (Auswahl)
Monographien
- Shakespeare als skeptischer Europäer. Wissenschaftliche Buchgesellschaft, Darmstadt 2021 (nbn-resolving.org [PDF]).
- David Hume – der Aufklärer als konservativer Ironiker, Dialogische Religionskritik und philosophische Geschichtsschreibung im 'Athen des Nordens'. Universitätsverlag Winter, Heidelberg 2003.[2]
- Francis Bacon und der Bakonismus, Aufklärung, Romantik, 19. Jahrhundert. Peter Lang, Frankfurt/Main, Bern, New York, Paris 1990.

Herausgeberschaft
- Britannien und Europa, Studien zur Literatur-, Geistes- und Kulturgeschichte – Festschrift für Jürgen Klein. Peter Lang, Frankfurt/Main, Berlin, New York, Paris 2010.[3]

Aufsätze
- „Postface“, Oscar Wilde, The Soul of Man under Socialism, herausgegeben von Jörg W. Rademacher. Coesfeld: Elsinor, 2021. 83-100, ISBN 978-3-939483-59-5
- „Nachwort“, Oscar Wilde: Des Menschen Seele im Sozialismus. Aus dem Englischen von Jörg W. Rademacher,  2. Auflage. Elsinor Verlag, Coesfeld 2019, ISBN 978-3-942788-42-7
- „Hume and de Maistre – Sociable Fundamentalism“, British Sociability in the European Enlightenment, Cultural Practices and Personal Encounters, herausgegeben von S. Domsch und M. Hansen. Cham: Palgrave Macmillan, 2021, S. 223–236, doi:10.1007/978-3-030-52567-5_13.
- „Radical Enlightenment in Contemporary Fiction: Malcolm Bradbury, To the Hermitage and Jennie Erdal, The Missing Shade of Blue“, Proceedings Anglistentag 2014 Hannover, herausgegeben von R. Emig und J. Gohrisch. Trier: WVT, 2015, S. 265–276.
- „Zwischen Historismus und Hermeneutik: Gibbon-Rezeption bei Wilhelm Dilthey“, Edward Gibbon im deutschen Sprachraum – Bausteine einer Rezeptionsgeschichte, herausgegeben von C.-F. Berghahn und T. Kinzel. Heidelberg: Universitätsverlag Winter, 2015, S. 381–396 (zusammen mit Maria Behre).
- „The War Novels of Pat Barker – Towards a 'Poetics of Cruelty'“, Anglistik 24,1 (2013), S. 29–38, (PDF).
- „Glyn Maxwell, The Poet as a Citizen“, Contemporary Political Poetry in Britain and Ireland, herausgegeben von U. Klawitter und C.-U. Viol. Heidelberg: Universitätsverlag Winter, 2013, S. 137–155.
- „Surpassing the Ancients – Liberalism and Modernity in Hume“, David Hume and Contemporary Philosophy, herausgegeben von Ilya Kasavin, Cambridge Scholars Publishing: Newcastle upon Tyne, 2012, S. 310–329.
- „Radical Evil in Huxley and Burgess“, Representations of Evil in Fiction and Film, herausgegeben von J. Achilles und I. Bergmann. Trier: WVT, 2007, S. 109–123.
- „The Scottish Enlightenment and Buddhism – Huxley's Vision of Hybridity in Island“, Aldous Huxley, Man of Letters: Thinker, Critic and Artist, Proceedings of the Third International Aldous Huxley Symposium Riga 2004, herausgegeben von B. Nugel, U. Rasch, G. Wagner. Münster: LIT, 2007, S. 153–166.
- „'Honour Hath no Skill in Surgery Then?' – Apologies for Cowardice in Early Modern English Literature“, Proceedings Anglistentag 2005 Bamberg, herausgegeben von C. Houswitschka et al. Trier: WVT, 2006, S. 25–37.
- „Der Erste Weltkrieg von Siegfried Sassoon bis Pat Barker – literarisches Ereignis und Erinnerungskultur“, Literatur in Wissenschaft und Unterricht 36,3 (2003), S. 217–230.
- „Leviathan und Behemoth – Natur und Geschichte bei Hobbes“, Saeculum 49,2 (1998), S. 280–295, doi:10.7788/saeculum.1998.49.2.280.
- „Philo's Feigned Fideism in Hume's Dialogues concerning Natural Religion, Transactions of the Ninth International Congress on the Enlightenment, Münster 23-29 July 1995.“ Oxford: Voltaire Foundation, 1996. 3, S. 1015–1018. Langfassung: Archiv für Geschichte der Philosophie 80,1 (1998), S. 75–87, doi:10.1515/agph.1998.80.1.75.